# Новодубровное
Новодубровное (каз. Новодубровное) — село в Мамлютском районе Северо-Казахстанской области Казахстана. Входит в состав Дубровинского сельского округа. Код КАТО — 595237300.

## География
Находится в 45-ти километрах от районного центра.

## Население
В 1999 году население села составляло 372 человека (184 мужчины и 188 женщин). По данным переписи 2009 года, в селе проживало 234 человека (123 мужчины и 111 женщин).